# Řády, vyznamenání a medaile Východního Timoru

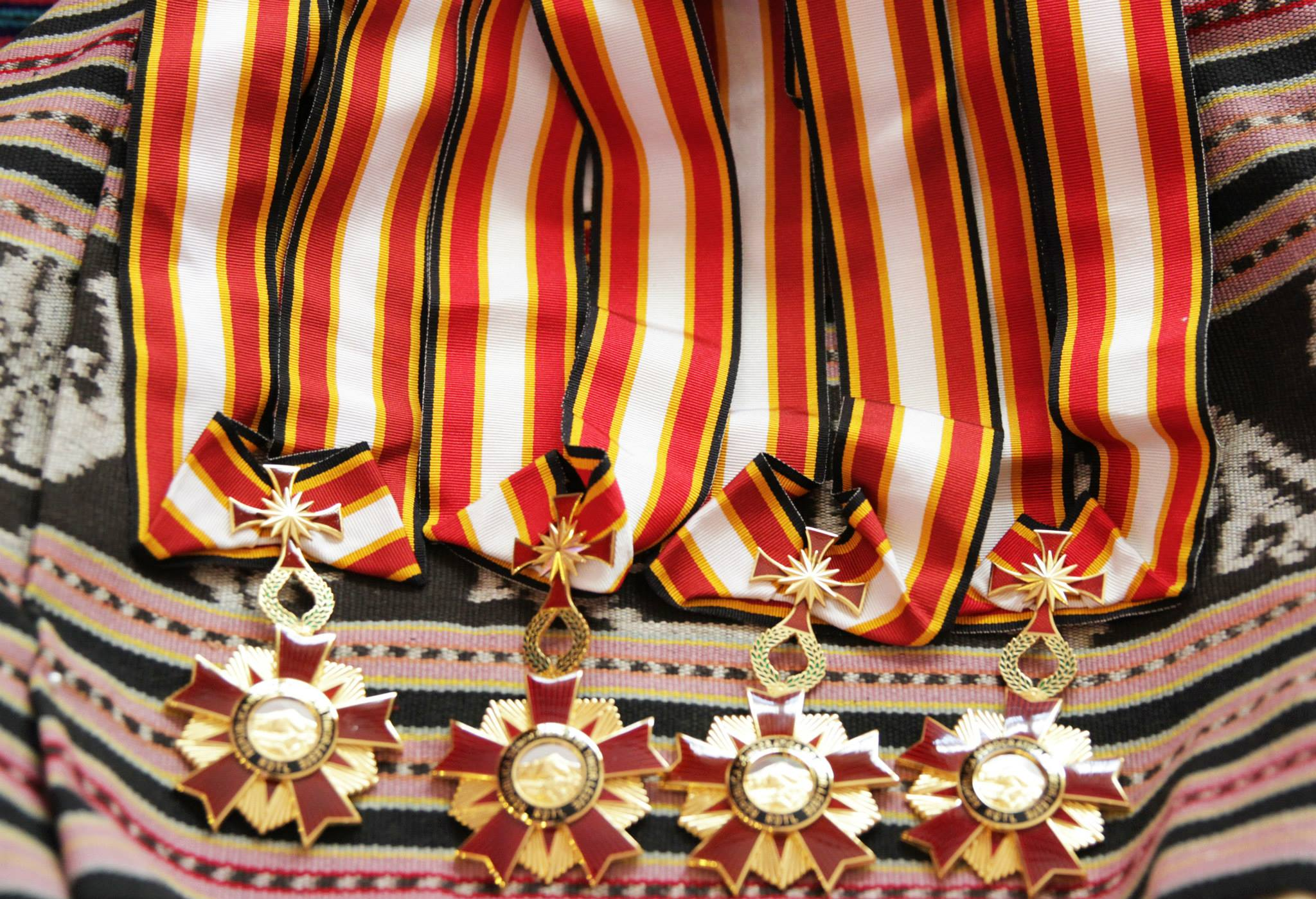
Řád Východního Timoru

Systém řádů, vyznamenání a medailí Východního Timoru byl původně zaveden v roce 2006 schválením statutu Bojovníků za národní osvobození. Podle článku 26 tohoto statutu byl zaveden systém vyznamenání oceňující přínos těch, kteří se aktivně podíleli na osvobození Východního Timoru. V březnu 2009 byly zřízeny další medaile na počest těch, kteří "sloužili národu Východního Timoru posilováním společenského řádu a jejichž činy významně přispěly k národnímu míru a stabilitě". Nakonec byl v květnu 2009 ustanoven Řád Východního Timoru jako nejvyšší vyznamenání Východního Timoru.
V červnu 2011 byl pro příslušníky Národní policie Východního Timoru (PNTL) zaveden systém vyznamenání za udržování veřejné bezpečnosti. V prosinci 2015 byl zřízen Řád za zásluhy o veřejnou službu s kategoriemi pro jednotlivce i instituce.
Insignie východotimorských vyznamenání vyrábí singapurská společnost Eng Leong Medallic Industries (ELM).

## Seznam vyznamenání

### Civilní řád
- Řád Východního Timoru (Ordem de Timor-Leste) byl založen 6. května 2009. Udílen je občanům Východního Timoru i cizím státním příslušníkům, civilistům i příslušníkům ozbrojených sil. Udílen je za významný přínos k národnímu míru a stabilitě.[6][7]

### Řády za boj o nezávislost
Tato vyznamenání jsou určena jako všeobecné uznání a ocenění příslušníků timorského odporu za jejich přínos pro zisk nezávislosti. Udílení medailí se provádí na příkaz prezidenta, na základě návrhu Komise pro oceňování, dohled nad registrací a revizí.
Zákonem 3/2006 "Statut bojovníků za národní osvobození" (portugalsky Estatuto dos Combatentes da Libertação Nacional) byl založen systém státních vyznamenání Východního Timoru. V článku 29 byly uvedeny medaile, které měly být uděleny za zásluhy v boji proti indonéské okupaci (1975 až 1999). V článku 28 byly uvedeny činnosti, které mají být oceněny. Prezidentský dekret 52/2006 navíc založil Řád Lorica Asuwaina a Řád Falintil. Prezidentským dekretem 53/2006 ze 17. října 2006 ustanovil šest ze sedmi východotimorských řádů. Následoval Řád Laran Luak, který byl založen prezidentským dekretem 13/2007 ze 4. dubna 2007. První příjemci medailí je dostali na základě prezidentského dekretu 54/2006 ze dne 17. listopadu 2006 a prezidentského dekretu 54/2006 ze dne 5. prosince 2006. Těchto medailí byly uděleny tisíce. Například při velké ceremonii od 15. do 18. května 2007 bylo vyznamenáno 11995 lidí, kteří zemřeli v osvobozenecké válce.
Nakonec byl prezidentským zákonem 50/2007 vytvořen Řád Doma Martinha Lopese, který je určen k ocenění kněží a řeholnic.
- Řád partyzána (Medalha Halibur) je udílen veteránům národního boje za osvobození, kteří sloužili osm nebo více let ve vojenských rolích, a bojovníkům, kteří sloužili méně než osm let, kteří "vystupovali jako vojenských personál podpůrných základen".[11][12]
- Řád Nicolaua Lobata (Ordem Nicolau Lobato) je udílen veteránům národního boje za osvobození, kteří sloužili méně než osm let, kteří "vystupovali jako vojenských personál podpůrných základen".[11][12]
- Řád Doma Boaventury (Ordem de Dom Boaventura) je udílen "zakládajícím bojovníkům" hnutí za národní osvobození, kteří "propagovali, organizovali a vedli boj" mezi 15. srpnem 1975 a 31. květnem 1976.[12][13]
- Řád Funu Nain (Ordem Funu Nain) je udílen posmrtně "mučedníkům národního osvobození".[11][12]
- Řád Laran Luak (Ordem de Laran Luak) je udílen cizincům, kteří byli uznáni za bojovníky za národní osvobození.[12]
- Řád Falintil (Ordem das Falintil) je udílen posmrtně partyzánům, kteří zemřeli po 1. lednu 1979.[11][13]
- Řád Lorica Asuwaina (Ordem Lorico Asuwain) je udílen přeživším, nezvěstným i zemřelým při masakru v Santa Cruz, ke kterému došlo v roce 1991.[13]
- Řád Doma Martinha Lopese (Ordem Dom Martinho Lopes) je udílen kněžím a řeholním sestrám, "kteří sloužili lidu a timorské věci v letech 1975 až 1999".[14]

### Medaile
- Medaile za zásluhy (Medalha de Mérito) byla založena 11. února 2009. Udílen je civilistům i příslušníkům ozbrojených sil, občanům Východního Timoru i cizím státním příslušníkům za významný přínos k národnímu míru a stabilitu.[15]
- Medaile solidarity Východního Timoru (Medalha Solidariedade de Timor-Leste) byla založena 2. února 2009. Udílena je mezinárodním bezpečnostním silám, které sloužily na pověřen misi na pomoc při mírových a stabilizačních operacích ve Východním Timoru.
- Medaile Halibur (Medalha Halibur) je udílena za významný přínos během operace Halibur.[16]
- Medaile za vynikající službu (Medalha de Serviços Distintos) je udílena za mimořádné individuální nebo kolektivní činy příslušníkům PNTL (Národní policie Východního Timoru), kteří prokázali odvahu, obětavost a oddanost veřejné bezpečnosti.[17]
- Medaile veřejné bezpečnosti Za zásluhy (Meddalha de Mérito Segurança Pública) je udílena příslušníkům PNTL, kteří projevují výjimečné charakterové vlastnosti, loajalitu, nezištnost, poslušnost, smysl pro povinnost a kompetence.[17]
- Medaile za příkladné chování (Meddalha de Comportamento Exemplar) je udílena příslušníkům PNTL, kteří během své kariéry projevují "příkladné morální chování a disciplínu".[17]